# 서역장사부
서역 장사부(西域長史府)는 서역과 무역을 위해 둔황의 서쪽에 설치된 고대의 행정 관리 구역이었다.

## 역사
영초 원년(107년)에 서역도호부를 흉노가 점령하여 폐지되고, 연광 2년(123년)에 반용이 서역장사(西域長史)에 임명되면서 이때부터 서역장사가 서역도호의 역할을 수행하고 서역도호부에 해당하는 관청이 서역장사부로 불리게 되었다. 치소는 유중성(柳中城)(지금의 중화인민공화국 간쑤성 톈수이시)이었다. 후한 때는 치소를 해두성(海頭城) (현 중화인민공화국 간쑤성 칭양시)으로 옮겼다. 후한 때 이 지역을 잃어 서역 국가들과의 무역이 단절되었고 십육국, 남북조의 혼란 때문에 후일 오호십육국 시대에는 오호들이 이 지역을 모두 점령하였다.

## 위치와 지리
지리는 둔황 시의 서쪽이며 북으론 쓰쭈이산시가 위치하고 있으며 남쪽에는 룽난시가 위치하고 있다.

## 같이 보기
서역도호부